# تلمبه‌های سنگ سفید
تلمبه‌های سنگ سفید یک منطقهٔ مسکونی در ایران است که در دهستان قطرویه واقع شده‌است.